# Wanadongri
Wanadongri  es una ciudad censal situada en el distrito de Nagpur en el estado de Maharashtra (India). Su población es de 37667 habitantes (2011). Se encuentra a 13 km de Nagpur.

## Demografía
Según el censo de 2011 la población de Wanadongri era de 37667 habitantes, de los cuales 20171 eran hombres y 17496 eran mujeres. Wanadongri tiene una tasa media de alfabetización del 89,31%, superior a la media estatal del 82,34%: la alfabetización masculina es del 92,81%, y la alfabetización femenina del 85,23%.